# 제시카 월시
제시카 월시(Jessica Walsh, 1986년 10월 30일 ~ )는 미국의 그래픽 디자이너, 미술 감독이다. 2015년 포브스 "30세 이하의 30인 아트 스타일 부분"에 선정된 30인 중 1명이다.